# Supercoppa di Spagna 2007 (hockey su pista)
La Supercoppa di Spagna 2007 è stata la 4ª edizione dell'omonima competizione spagnola di hockey su pista. Il torneo ha avuto luogo dal 7 al 21 ottobre 2007. A conquistare il titolo è stato il Barcellona per la terza volta nella sua storia superando in finale il Reus Deportiu.

## Squadre partecipanti
| Club          | Qualificazione                              | Partecipazioni precedenti (il grassetto indica la vittoria) |
| ------------- | ------------------------------------------- | ----------------------------------------------------------- |
| Barcellona    | Vincitore dell'Ok Liga e della Coppa del Re | 2004, 2005, 2006                                            |
| Reus Deportiu | Finalista della Coppa del Re                | 2006                                                        |

## Risultati

### Finale di andata
| Barcellona 7 ottobre 2007 | Barcellona | 4 – 2 referto | Reus Deportiu | Palau Blaugrana |

### Finale di ritorno
| Reus 21 ottobre 2007 | Reus Deportiu | 2 – 1 referto | Barcellona | Pavelló Olímpic de Reus |